# Rostraria trachyantha
Rostraria trachyantha là một loài thực vật có hoa trong họ Hòa thảo. Loài này được (Phil.) Soreng mô tả khoa học đầu tiên năm 2003.